# Pei Gang
Pei Gang (chinesisch 裴钢, Pinyin Péi Gāng; * 11. Dezember 1953 in Shenyang, Liaoning) ist ein chinesischer Biochemiker, Universitätspräsident und Regierungsberater.

## Leben
Pei Gang ist der Sohn eines Universitätsprofessors und einer Ärztin. Er wuchs im Nordosten der Volksrepublik China auf. Als Jugendlicher war er Anhänger Mao Zedongs und dessen Kulturrevolution. Deshalb arbeitete er zunächst als Reisbauer, später in einer Werkzeugfabrik. Nach Feierabend brachte er sich Sprachen mittels Lehrwerken selbst bei und beschäftigte sich mit naturwissenschaftlichen Büchern. Erst 1976, als Deng Xiaoping die Universitäten wieder öffnete, entschied sich Pei für ein Studium der Pharmazie. Während seiner Studienjahre trat er in die Kommunistische Partei Chinas ein.
1981 erlangte er seinen Bachelor-Abschluss an der Hochschule für Pharmazie in Shenyang, dem 1984 der Master-Grad folgte. Er ging 1986 als Gastwissenschaftler ans Karolinska-Institut nach Schweden und 1987 als Doktorand an die University of North Carolina in Chapel Hill. Dort promovierte er 1991 in Biochemie und Biophysik. Danach betrieb er von 1992 bis 1995 durch das Howard Hughes Medical Institute geförderte Postdoktorandenforschung am Duke University Medical Center. Im März 1995 kehrte er nach China zurück, um am Shanghai Institute of Cell Biology der Chinesischen Akademie der Wissenschaften als Nachwuchs-Forschungsgruppenleiter zu wirken. Die deutsche Max-Planck-Gesellschaft unterstützte das Projekt. Fünf Jahre später stieg er zum Direktor des rund 2000 Mitarbeiter beschäftigenden Institutszentrums, zu dem das Institute of Cell Biology gehört, der Shanghai Institutes for Biological Sciences (SIBS), auf.
Im Juni 2006 wurde Pei als Honorarprofessor an die ebenfalls in Shanghai angesiedelte Tongji-Universität berufen. Schon im August 2007 übernahm er die Präsidentschaft der Elite-Hochschule. Daraus resultierte schließlich eine zusätzliche Beratungsfunktion der Regierung in Wissenschaftsfragen. Außerdem setzte er seine zellbiologische Forschung an den biowissenschaftlichen Instituten fort. Sein Forschungsgebiet war die Signaltransduktion und damit verbunden die Suche nach neuen Therapiemöglichkeiten beispielsweise gegen Demenz.
Pei eröffnete im Beisein hochrangiger deutscher Gäste am 21. Januar 2016 die größte deutschsprachige Bibliothek Asiens im Chinesisch-deutschen Haus auf dem Campus der Tongji-Universität. Wenige Monate später, im September 2016, zog er sich, im 63. Lebensjahr, aus seinen Ämtern zurück.